# 内池佐太郎
内池 佐太郎（うちいけ さたろう、1920年（大正9年）1月7日 - 2009年（平成21年）10月21日）は、日本の銀行家。東邦銀行頭取を務めた。福島県出身。

## 経歴
1942年に東京帝国大学経済学部経済学科を卒業し、同年に日本銀行に入行。
1963年に東邦銀行に転じ取締役に就任。1967年7月に常務、1972年2月に副頭取に就き、1978年2月には頭取に昇格。1990年6月から会長を務めた。
2009年10月21日、肺炎のために死去。89歳没。